# 1205 Ebella
1205 Ebella è un asteroide della fascia principale. Scoperto nel 1931, presenta un'orbita caratterizzata da un semiasse maggiore pari a 2,5376595 UA e da un'eccentricità di 0,2733421, inclinata di 8,86704° rispetto all'eclittica.
Il suo nome è in onore dell'astronomo tedesco Martin Ebell.